# Emma (krater)
För andra betydelser, se Emma.
Emma är en nedslagskrater med en diameter på 11 kilometer, på planeten Venus. Emma har fått sitt namn efter det tyska förnamnet Emma.